# Anastasija Zolotic
Anastasija Zolotic (en serbe en écriture cyrillique : Анастасија Золотић ; et en serbe : Anastasija Zolotić), née le 23 novembre 2002, est une taekwondoïste américaine. En 2021, elle remporte l'or dans la catégorie des moins de 57 kg aux Jeux olympiques.

## Carrière
En 2018, elle remporte la médaille d'argent en moins de 49 kg aux Jeux olympiques de la jeunesse tout en étant blessée à la main. Elle est ensuite médaillée d'or dans la catégorie des moins de 57 kg aux Jeux panaméricains de 2019 à Lima et médaillée d'argent dans la catégorie des moins de 62 kg aux Championnats panaméricains de taekwondo 2021 (en) à Cancún.
Aux Jeux olympiques d'été de 2020 à Tokyo, elle devient la première Américaine à obtenir une médaille d'or au taekwondo en battant la Russe Tatiana Minina en finale de la catégorie des moins de 57 kg.